# Embalse de Sichar

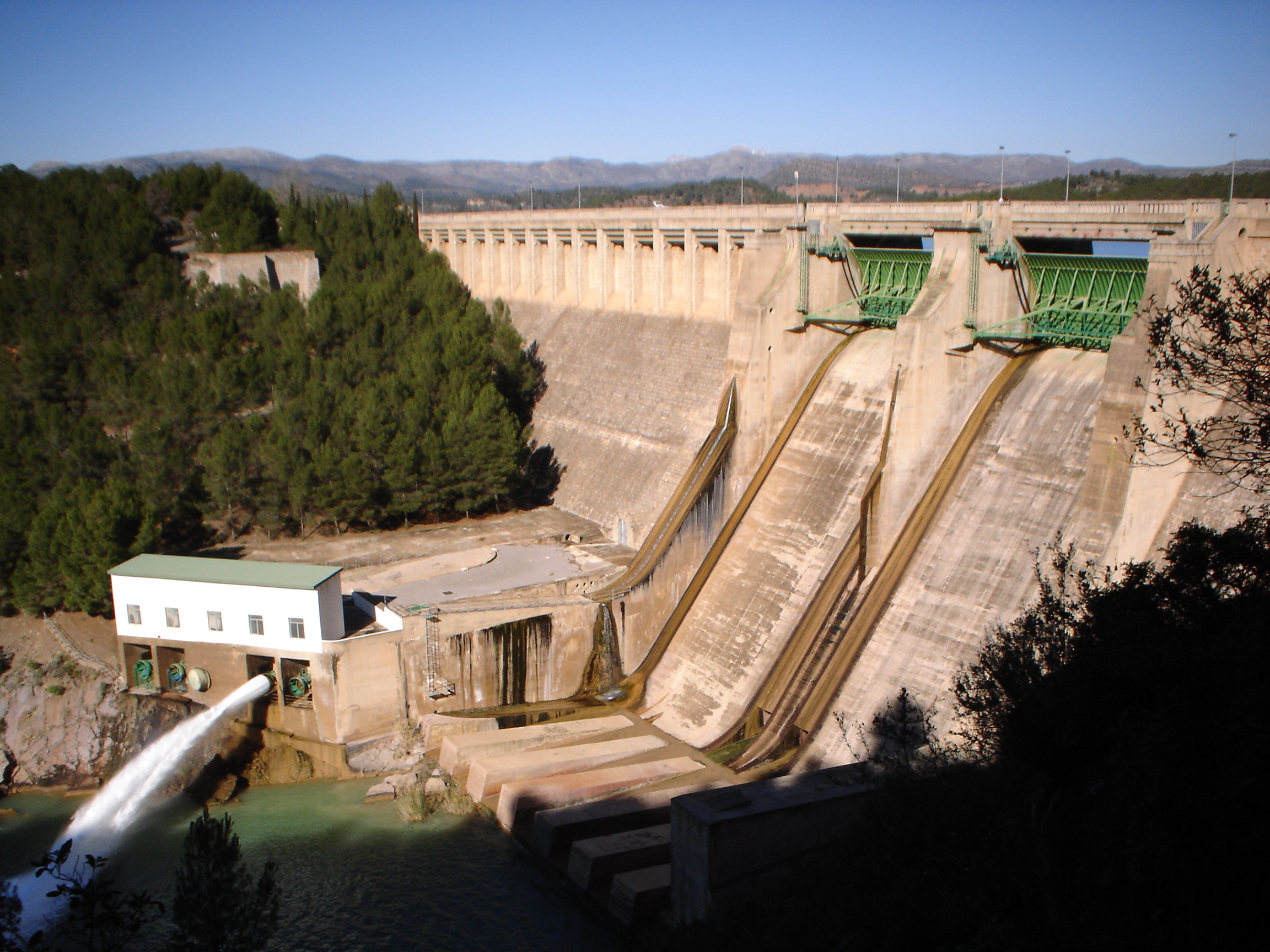
La presa del embalse de Sichar.

El embalse de Sichar (en valenciano, de Sitjar) está situado en el término municipal de Onda en la provincia de Castellón, España.
Se construyó en el año 1960 en el cauce del río Mijares (en valenciano, riu de Millars) sobre una superficie de 317 hectáreas y con una capacidad de 49,3 hm³. La obra fue construida mediante una presa de gravedad de hormigón con una altura de 58 m y una longitud en coronación de 581 m. Su sistema de evacuación de aguas consta de cuatro aliviaderos de fondo con capacidad de 60 m³/s. y otros dos en la parte superior de la presa provistos de compuertas con una capacidad de 2800 m³/s.
Se destina principalmente para regular el riego, para el control de las crecidas y para la producción de energía eléctrica. Esta presa pertenece a la Confederación Hidrográfica del Júcar